# Зграда Старе основне школе у Бежанији
Зграда Старе основне школе у Бежанији је споменик културе и најстарија сачувана зграда на подручју општине Нови Београд. Налази се у улици Војвођанској 68. у насељу Бежанија.

## Историјат
Зграда је саграђена 1891. године за потребе смештаја основне школе као типска грађевина, концепта заснованог на постулатима сведеног касног академизма. Правоугаоне је основе, а њене димензије су 20,24 m x 10,73 m. Зидови зграде су од опеке, а међуспратна и кровна конструкција од дрвета. Једноставно решена фасадна платна без декоративне пластике акцентована су само подеоним венцем и правилним ритмом прозорских отвора који наглашавају функционалност зграде.
Први учитељи у овој школи били су Павле Крстић, Тоша Петровић, Јанко Цетина и Љубица Рашковић.
Мање измене у организацији унутрашњег простора и форми прозорских отвора биле су 1959. године. Након што је сазидана била је прва двоспратна и највиша зграда у Срему, а за потребе ђака служила је до 1959. године, када је у непосредној близини отворена основна школа „Јован Стерија Поповић”.
На предлог Удружења Стара Бежанија, одлуком Владе Републике Србије, објекат је у децембру 2018. године проглашен за споменик културе.